# الحرب الدنماركية السويدية (1658–1660)
كانت الحرب الدنماركية السويدية 1658–1660 بين الدنمارك-النرويج والسويد استئنافًا لصراع أقدم بين الدولتين المتحاربتين والذي انتهى قبل الحرب بشهور، بعد خرق السويد والدانمارك لاتفاقية السلام في روسكيلده عام 1658. نتيجة لهذا الصراع، رغب ملك السويد كارل العاشر غوستاف في ضم مقاطعة بروسيا الملكية في بولندا للحكم السويدي، ولكن موقعه في المنطقة لم يكن قويًا بما يكفي في مواجهة أعدائه في براندنبورغ والنمسا. ولكن، توقف الدنماركيون وماطلوا في إتمام بعض أحكام اتفاقية السلام؛ قرر ملك السويد اعتبار ذلك ذريعة للهجوم بهدف طموح: إخضاع الدانمارك كدولة مستقلة وتدمير العاصمة كوبنهاجن. تلقت الدانمارك هزيمة ساحقة وسريعة، ولكنها اعتُبرت طريقًا لنهاية أعظم. كان الهدف بعيد المدى شن حرب في أوروبا دون الخوف من التدخل الدانماركي.
حاصر الجيش السويدي كوبنهاجن، على أمل تجويع المدينة حتى الاستسلام. فشل ذلك عندما انضمت الجمهورية الهولندية للصراع وأخذت الجانب الدانماركي وتمكن أسطول التعزيز من شق طريقه عبر القوات البحرية السويدية في مضيق أوريسند. ثم حاول تشارلز الهجوم الحاسم على المدينة، آملًا في احتلال المدينة والفوز بالحرب؛ ولكن تلك الخطة فشلت. انضمت بعدها براندنبورغ وبولندا والنمسا للحرب ضد السويد.
مرض تشارلز العاشر في بداية عام 1660 ومات في فبراير من نفس العام. بوفاة ملك السويد، زالت أحد العقبات الرئيسية أمام السلام ووُقعت معاهدة أوليفا مع الحلفاء (بولندا والنمسا وبراندنبورغ). ولكن الدنماركيين لم يكونوا متحمسين للسلام بعد نجاحاتهم الأخيرة ورؤيتهم لضعف الجهود السويدية. فك الهولنديون حصارهم، ولكن الدنماركيين أقنعوهم سريعًا بدعمهم مجددًا. تدخل الإنجليز والفرنسيون لصالح السويديين وتأرجح الموقف مرة أخرى على حافة نشوب صراع كبير. ولكن السياسي الدانماركي هانيبال شوستد تفاوض على معاهدة سلام دون أي تورط مباشر للقوى الأجنبية، وحُل الصراع بمعاهدة كوبنهاجن، حيث أُجبرت السويد على إعادة بورنهولم للدنمارك وتروندلاغ للنرويج. وضعت معاهدة 1660 الحدود السياسية بين الدانمارك والسويد والنرويج التي لا تزال مستمرة حتى اليوم.

## الخلفية
أنهى تشارلز العاشر ملك السويد الحرب السابقة مع الدانمارك بانتصار مذهل من خلال نجاحه في الحملة المسيرة عبر الأحزمة. أُجبرت الدانمارك-النرويج على سلام مذل في معاهدة روسكيلده حيث اضطُرت الدانمارك للتخلي عن جزيرة بورنهولم وسكانيا وهالاند وبليكينج في شبه الجزيرة الاسكندنافية، وفقدت النرويج مقاطعات بوهوسلان وتروندلاغ. ذُهلت أوروبا بالانتصار السريع، وأعلن تشارلز بفخر عن انجازاته. ولكن، عنى السلام مشاكل جديدة. في معاهدة روسكيلده للسلام، أُجبرت الدانمارك على إمداد الجيش السويدي بالمؤن والذخيرة حتى شهر مايو 1658، ولكن بعدها بقليل سيحتاج الجيش للتحرك. أدرك الملك السويدي أن الجيش لن يكون قادرًا على التزود بالمؤن اللازمة في السويد لمدة طويلة، وكذلك لن يكون تسريحه خيارًا محبذًا مع تحفز القطبين للانتقام من غزو بولندا في عام 1655. لم يكن لدى السويد أعداء ترغب في مهاجمتهم: أُخذت الحملات في ليفونيا وإستونيا في الاعتبار، ولكنها رُفضت بسبب مشاكل في الإمدادات. أكد ملك السويد على أن هدفه الأساسي هو غزو بروسيا الملكية، ولكنه رغب أيضًا في معاقبة فريدريك ويليام ملك براندنبورغ بروسيا. ولكن كثرة الأعداء في أوروبا القارية، ومن بينهم بولندا وهولندا المعادية، سيجعلونها محاولة صعبة. قد يشهد هجومًا جديدًا على بروسيا دعمًا دوليًا ضئيلًَا، فرنسا كانت تصر بالفعل على السلام. كان الحل السويدي المفاجئ لتلك المعضلة هو العودة إلى الدنمارك في محاولة لإنهاء المهمة.
عندما توقف الدنماركيون وماطلوا في تحقيق بعض الأحكام في معاهدة السلام السابقة، قرر ملك السويد اعتبار ذلك ذريعة للهجوم بهدف مذهل: إخضاع الدانمارك كدولة مستقلة، وتدمير العاصمة كوبنهاجن وتقسيم البلاد إلى أربع مناطق إدارية. قد يمكّن ذلك السويد من السيطرة على بحر البلطيق وتحقيق إيرادات جمركية كبيرة. ولكن، هذا الهدف الطموح كان مجرد حجر في بداية الطريق نحو الخطة النهائية للغزو السريع للدنمارك وبالتالي يتمكن السويديون من إطلاق حملة في أوروبا دون المخاطرة بالتدخل الدانماركي.